# Il tempo delle farfalle
Il tempo delle farfalle (In the Time of the Butterflies) è un romanzo della scrittrice Julia Alvarez, che ricostruisce in forma romanzata l'assassinio delle sorelle Mirabal ad opera del Servicio de Inteligencia Militar, ai tempi della dittatura di Rafael Trujillo.

## Trama
Il 25 novembre 1960, durante gli ultimi giorni del regime di Trujillo nella Repubblica Dominicana, tre giovani donne, appartenenti ad una famiglia cattolica conservatrice, furono assassinate in un'imboscata sul ponte Marapico che divideva Santiago da Puerto Plata, mentre tornavano dalla prigione di Puerto Plata dopo aver visitato i loro mariti incarcerati. La quarta sorella Dedè Mirabal, l'unica sopravvissuta, ricostruisce gli eventi della famiglia Mirabal e del popolo dominicano, con dei flashback che vanno fin dalla sua giovinezza, negli anni 1940, descrivendo il regime di terrore quotidiano e che si era instaurato durante la dittatura di Trujillo.

## Genesi del romanzo
Dedè è l'unica tra le quattro sorelle a non essere stata coinvolta nella lotta contro Trujillo, e pertanto è stata risparmiata dall'attentato che ha sterminato la sua famiglia. Per questo motivo, ogni anno, il 25 novembre, veniva intervistata da troupe televisive e giornalistiche e raccontava della lotta che le sue sorelle intrapresero contro la feroce dittatura di Raphael Trujillo. Un giorno, nel mese di marzo, Dedè ricevette una telefonata dagli Stati Uniti: a parlare è una ragazza timida, che le chiede di farsi raccontare la storia delle "Mariposas", nome in codice con cui erano conosciute le sorelle Mirabal. Dedè decise di accontentarla, e iniziò la collaborazione con Julia Alvarez, che, dopo circa tre anni e mezzo di lavoro, portò alla stesura e alla pubblicazione di un racconto particolare e unico.

## Stile narrativo
Il romanzo è diviso in tre sezioni con quattro capitoli l'uno, più un epilogo. In ognuno dei capitoli, l'io narrante passa di volta in volta alle varie sorelle che descrivono le stesse vicende dal loro punto di vista.
Come fantasmi, Minerva, Patria e Maria Teresa Mirabal riprendono vita in questo romanzo, e non raccontano solo della loro battaglia, ma ci insegnano che bisogna sempre lottare nella vita. E quando nel filo narrativo sembra esserci confusione c'è sempre la voce di Dedé a riportare ordine, come se lei stessa fosse la narratrice. Un libro per ricordare le tre farfalle che furono uccise perché combattevano per la libertà del loro Paese, ma che hanno dato coraggio ai compatrioti per rovesciare Trujillo.

## Riconoscimenti
Il tempo delle Farfalle fu scelto quale "Libro notevole" (Notable book) nel 1994 dall'American Library Association e come libro del 1994 dal Month Club Choice. Ne 1995, arrivò finalista alla per il premio fiction del National Book Critics Circle Award e fu scelto come  miglior libro per giovani adulti dal Young Adult Library Services Association (YALSA). Il romanzo è altresì nella lista "Le grandi letture" (the big read) nella selezione della National Endowment for the Arts e nella Readers Round Table.
La pubblicazione del romanzo provocò un certo clamore riportando alla luce il caso delle sorelle Mirabal e le atroci le vicende ad opera del Servicio de Inteligencia Militar dominicano. Nel 1999, in onore delle sorelle trucidate, la Assemblea generale delle Nazioni Unite designò il 25 novembre quale Giornata internazionale per l'eliminazione della violenza contro le donne.
Dal romanzo fu tratto un film nel 2001, In the Time of the Butterflies, diretto da Mariano Barroso, con Salma Hayek nel ruolo di  Minerva, Edward James Olmos nel ruolo di Trujillo e Marc Anthony nel ruolo di Lío.